# Garbayuela
Garbayuela ist ein Ort und eine Gemeinde (municipio) mit 475 Einwohnern (Stand: 2024) im Nordosten der spanischen Provinz Badajoz in der Autonomen Gemeinschaft Extremadura. 

## Lage
Garbayuela liegt ca. 130 Kilometer ostsüdöstlich von Mérida in einer Höhe von ca. 485 m. Der Río Gualemar begrenzt die Gemeinde im Süden. Das Klima im Winter ist gemäßigt, im Sommer dagegen warm bis heiß; die eher geringen Niederschlagsmengen fallen – mit Ausnahme der nahezu regenlosen Sommermonate – verteilt übers ganze Jahr.

## Bevölkerungsentwicklung
| Jahr      | 1970 | 1981 | 1991 | 2001 | 2011 | 2021 |
| Einwohner | 1082 | 623  | 619  | 557  | 558  | 509  |

Der deutliche Bevölkerungsrückgang seit den 1950er Jahren ist im Wesentlichen auf die Mechanisierung der Landwirtschaft, die Aufgabe bäuerlicher Kleinbetriebe und den damit einhergehenden Verlust an Arbeitsplätzen zurückzuführen (Landflucht).

## Sehenswürdigkeiten
- Peterskirche (Iglesia de San Pedro Apóstol)
- Blasiuskapelle

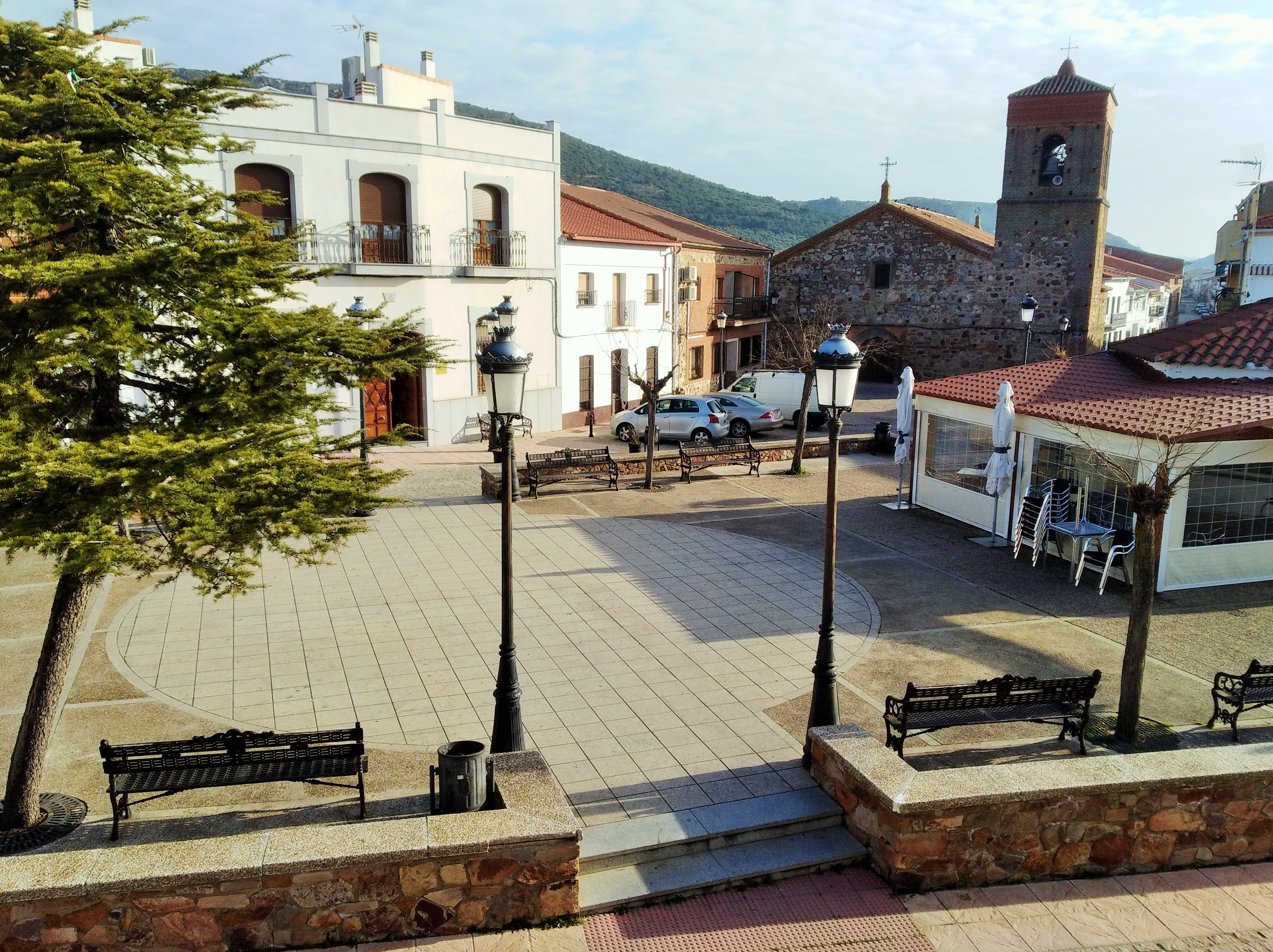
Platz mit Rathaus und Peterskirche